# Metapelma bachi
Metapelma bachi is een vliesvleugelig insect uit de familie Eupelmidae. De wetenschappelijke naam is voor het eerst geldig gepubliceerd in 1922 door Alexandre Arsène Girault.